# Telmatogeton trilobatus
Telmatogeton trilobatus är en tvåvingeart som först beskrevs av Jean-Jacques Kieffer 1911.  Telmatogeton trilobatus ingår i släktet Telmatogeton och familjen fjädermyggor. Inga underarter finns listade i Catalogue of Life.